# Axel Strothmann
Axel Strothmann (* 21. Oktober 1965 in Dortmund) ist ein deutscher Schauspieler, Hörspiel und -Synchronsprecher, sowie Synchronregisseur und Synchronbuchautor. Er ist zudem als Übersetzer und freiberuflicher Dozent tätig.

## Leben
Als Austauschstudent verbrachte er ein Jahr in Fairbanks im US-Bundesstaat Alaska und während seines Englischstudiums zwei Jahre in Schottland, wo er beim Edinburgh Fringe Festival auftrat und als Stadtführer tätig war. Kurz vor seinem Staatsexamen brach er sein Lehramtsstudium in Kiel ab und zog nach Berlin.
Anschließend wirkte er an verschiedenen deutschen Stadttheatern und in der freien Szene, darunter in Potsdam, Leipzig, Jena und Dresden. Von 2008 bis 2014 gehörte er zum festen Ensemble des Theaters Magdeburg, wo er unter anderem die Rollen des Mephisto und des Porfirij verkörperte.
Nach Gastengagements in Bregenz, Konstanz und Mülheim kam er 2017 gemeinsam mit Jo Fabian an das Staatstheater Cottbus, wo er unter seiner Regie als Onkel Wanja in Onkel Wanja, als Bürgermeister in Ein Volksfeind und als Faust in Faust und Fabians eigenem Stück Antifaust auftrat. Auf der Bühne ist er gegenwärtig in der Rolle des Kriminalinspektor Voß in Jo Fabians Inszenierung von Die Physiker am Theater an der Ruhr zu sehen.
Neben seiner Beteiligung an zahlreichen Film- und Fernsehproduktionen wirkte er auch als Sprecher, Übersetzer und Autor, erstellte Untertitel und englische Voiceover-Fassungen für Dokumentarfilme und arbeitete als Theatercoach mit Kindern und Studenten.
Im Jahr 2020 wandte er sich zunehmend der Tätigkeit als Synchronsprecher zu, die er auch gegenwärtig noch ausübt. Seit 2022 ist er zudem als Synchronbuchautor und seit 2023 als Synchronregisseur tätig.
Axel Strothmann lebt mit Familie in Berlin.

## Filmografie (Auswahl)

### Filme
- 1996: Storaros Rache (Kurzfilm)
- 1996: Schmetterlingsreigen (Kurzfilm)
- 1996: Das Irische Barbecue (Kurzfilm)
- 1999: Ausverkauft! (Kurzfilm)
- 2001: Doppelter Einsatz Berlin: Wehe dem, der liebt (TV-Pilot)
- 2003: Hab mich lieb!
- 2004: Fliegen (Kurzfilm)
- 2004: Ausverkauft 2 – Venedig (Kurzfilm)
- 2005: Cleaner (Kurzfilm)
- 2006: Dick & Ich (Kurzfilm)
- 2007: Zelle 33 (Kurzfilm)
- 2008: Virus Undead
- 2013: Rana (Kurzfilm)
- 2016: Hotel JVA (Kurzfilm)
- 2017: Lux – Krieger des Lichts

### Fernsehserien und -reihen
- 1999: Benzin im Blut
- 1999: Hinter Gittern – Der Frauenknast
- 2000: Rosa Roth  (Episode Tod eines Bullen)
- 2002–2003: Abschnitt 40  (Episoden Kopflos & Schattenboxen)
- 2003: Schloss Einstein  (Episode 262)
- 2004: Ina & Leo

## Theater (Auswahl)
- 2000: Party mit totem Neger als Jens unter der Regie von Jan Jochymski am TiF Dresden
- 2003: Einer flog übers Kuckucksnest als Ruckley unter der Regie von Jessica Steinke am Hans-Otto-Theater Potsdam
- 2004: Die Schöne und das Biest als Biest unter der Regie von Bettina Rehm am Hans-Otto-Theater Potsdam
- 2005: Port als Vater unter der Regie von Philippe Besson am Hans-Otto-Theater Potsdam
- 2006: Odysseus als Polyphem unter der Regie von Carlos Manuel am Hans-Otto-Theater Potsdam
- 2007: Drachenreiter als Nesselbrand unter der Regie von Moritz Seibert am Admiralspalast Berlin
- 2008: Das letzte Feuer als Ludwig unter der Regie von Tobias Wellemeyer am Theater Magdeburg
- 2009: Schuld & Sühne als Porfirij unter der Regie von Jan Jochymski am Theater Magdeburg
- 2010: Hamlet als Claudius unter der Regie von Jan Jochymski am Theater Magdeburg
- 2011: Ein Sommernachtstraum als Squenz unter der Regie von Ronny Jakubaschk am Theater Magdeburg
- 2012: Kabale und Liebe als Miller unter der Regie von Jan Jochymski am Theater Magdeburg
- 2013: Ottos Traum als König Heinrich unter der Regie von Jo Fabian am Theater Magdeburg
- 2014: Crazy for You als Hawkins unter der Regie von Erik Petersen am Theater Magdeburg
- 2015: In aller Ruhe als Ian unter der Regie von Heike Frank am Vorarlberger Landestheater
- 2016: Die Physiker als Kriminalinspektor Voß unter der Regie von Jo Fabian am Theater an der Ruhr
- 2017: Onkel Wanja als Onkel Wanja unter der Regie von Jo Fabian am Staatstheater Cottbus
- 2018: Das Sparschwein als Theo unter der Regie von Jörg Steinberg am Staatstheater Cottbus
- 2019: Der Volksfeind als Bürgermeister unter der Regie von Jo Fabian am Staatstheater Cottbus
- 2019: Faust als Faust unter der Regie von Jo Fabian am Staatstheater Cottbus
- 2020: Antifaust als Faust unter der Regie von Jo Fabian am Staatstheater Cottbus

## Synchronrollen (Auswahl)

### Filme
- 2020: Nicht meine Liga – Osey Lucky als Ahmed
- 2021: Skater Girl – Sidharth Bhardwaj als Bhawani Ji
- 2022: Deus – David O’Hara als Ulph
- 2023: Candy Cane Lane – James DuMont als Donald
- 2023: In Love and Deep Water – Tomu Miyazaki als Takahito Komiya
- 2023: The Marvels – Mohan Kapur als Yusuf Khan
- 2024: Die schöne Rebellin – Ralph Palka als Psychiater

### Serien
- 2021: Djatlow-Pass – Tod im Schnee – 	Andrei Wjatscheslawowitsch Arsjaew als Serschant
- 2022: Boris – Walter Veltroni als Walter Veltroni
- 2022: Dunkle Leidenschaft – Víctor Baez als Moreno
- 2022: Far from Home – Richard Mofe-Damijo als Feyi Wilmer-Willoughby
- 2022: Guillermo del Toro’s Cabinet of Curiosities – James Kall als Priester
- 2022: Ms. Marvel – Mohan Kapur als Yusuf Khan
- 2022: Ohne Grenzen – Manuel Morón als Cardenal Fonseca
- 2022: Romulus – Valerio Malorni als Adieis
- 2022: Das Vermächtnis von Montezuma – Shane Partlow als Maitre D' Franc
- 2023: Black Knight – Lee Sung-wook als Oh Ji-hwan
- 2023: Code des Verbrechens – Daniel Bisogni als Rodrigo Schürle
- 2023: Diplomatische Beziehungen – Sharif Dorani als Parham Hajjar
- 2023: The Nanny’s Secrets – Dhirendra als Cecil Maphala
- 2023: Painkiller – Daniel Kash als Stanley
- 2023: The Brothers Sun – Kelvin Han Yee als Zhi Zhu
- 2024: Heeramandi: The Diamond Bazaar – Vipin Nadkarni als Jumman
- 2024: X-Men ’97 – Chris Britton als Mr. Sinister / Nathaniel Essex

## Synchronbuch & Synchronregie (Auswahl)
Synchronbuch
- 2022: Merlí. Sapere aude (Fernsehserie) – 9 Episoden in Staffel 1 & 2

Synchronbuch & Synchronregie
- 2023: Black Knight (Fernsehserie) – 6 Episoden in Staffel 1
- 2023: The Brothers Sun (Fernsehserie) – 8 Episoden in Staffel 1

## Hörspiele (Auswahl)
- 2001: Brüder Grimm: Ein Glücksstück (Vorlage: Hans im Glück) (Meister) – Regie: Stefanie Lazai (Hörspielbearbeitung, Kinderhörspiel – DLR)
- 2023: Serotonin: KI-Mom (Staffel 1 und 2, mit je 10 Folgen) (Sanie und Mann 1) – Regie: Marie-Luise Goerke (Original-Hörspiel, Science-Fiction-Hörspiel – Serotonin (Auftragsproduktion, SWR)

Quelle: ARD-Hörspieldatenbank